# Suchopýr úzkolistý
Suchopýr úzkolistý (Eriophorum angustifolium) je jednoděložná vytrvalá bylina z čeledi šáchorovité (Cyperaceae). Podobně jako ostatní zástupci rodu suchopýr, i tento druh se vyznačuje nápadnými chmýry, které vznikají přeměnou okvětí.

## Popis

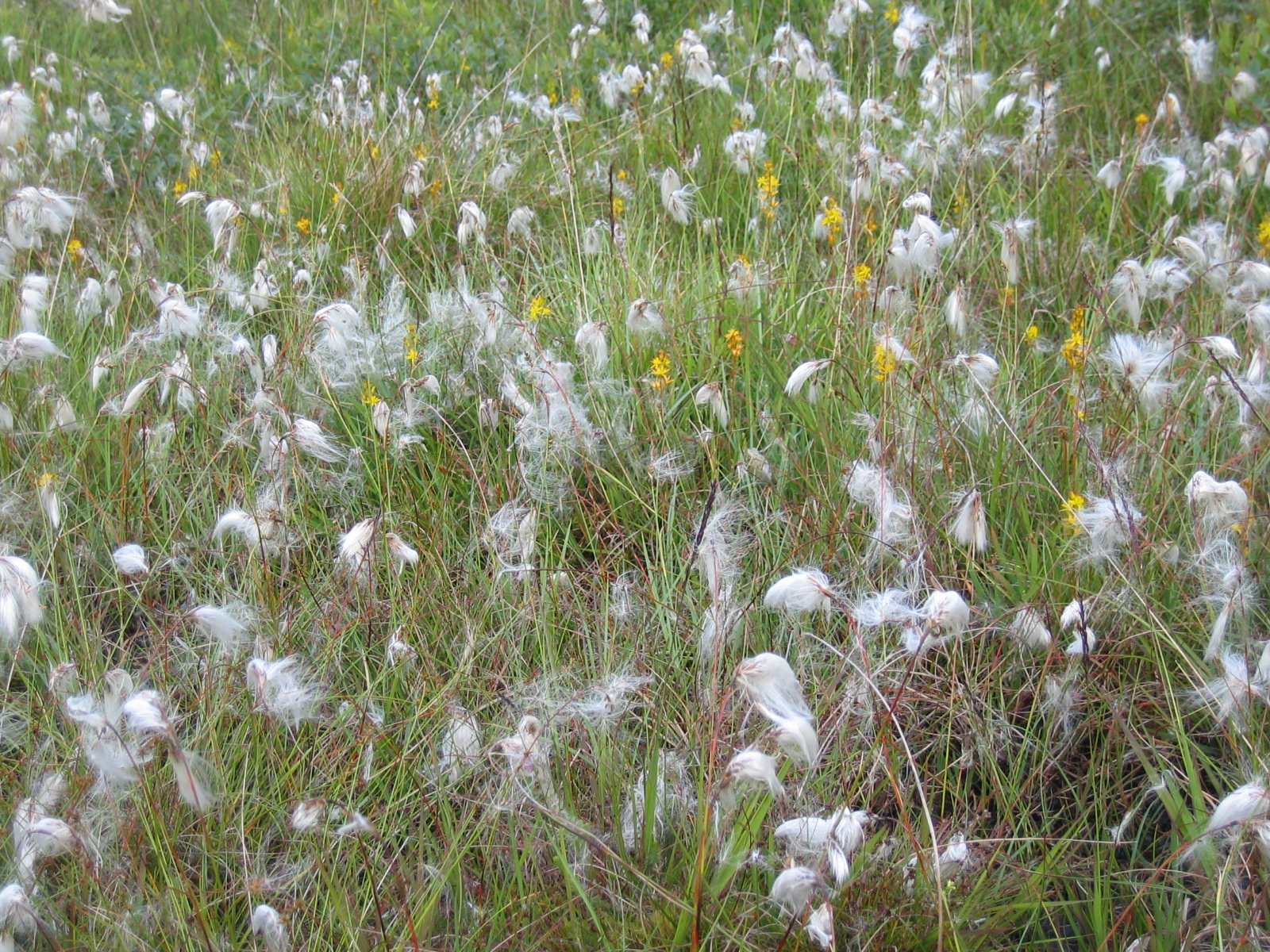
Porost suchopýru úzkolistého

Je to 20–60 cm (podle jiných zdrojů spíše 40–60 cm) vysoká vytrvalá rostlina, která (na rozdíl např. od suchopýru širolistého) téměř netvoří trsy. Lodyha je v spodní částí oblá, v horní části tupě trojhranná. Listy – široké pouhých několik milimetrů – vyrůstají ve spodní polovině lodyhy, jsou obvykle nazpět ohnuté a mívají načervenalou prodlouženou špičku. Květenství (kružel) je obvykle tvořeno několika málo (maximálně cca pěti) klásky. Květy v kláscích mají dlouze chlupaté okvětí, které vytváří až čtyři centimetry dlouhé chmýry.

## Rozšíření
Jedná se o boreální druh s rozšířením v chladnějších oblastech celé severní polokoule. Vyskytuje se v celé Evropě, v Asii i v Severní Americe. V Česku se vyskytuje od nížin až do nejvyšších poloh, ve vyšších polohách však je častější. Ve střední Evropě vyhledává různé vlhké (např. rašelinné či slatinné) kyselé louky, rašeliniště a obecně mokřady. Může vytvářet i velmi husté porosty plné „vatových“ květů.